# Mistrovství České republiky Sprintrally 2011
Mistrovství České republiky Sprintrally 2011 zahrnuje osm jednodenních podniků:

## Kalendář
| Rally | Datum            | Název                                | Město            |
| ----- | ---------------- | ------------------------------------ | ---------------- |
| 1     | 22.–23. duben    | 14. Thermica Rally Lužické hory 2011 | Hrádek nad Nisou |
| 2     | 13.–14. květen   | 19. Impromat Rallysprint Kopná 2011  | Slušovice        |
| 3     | 17.–18. červen   | Rally Krkonoše 2011                  | Trutnov          |
| 4     | 15.–16. červenec | Rally Vysočina 2011                  | Kunžak           |
| 5     | 5.–6. srpen      | 32. Fuchs Oil Rally Agropa 2011      | Pačejov          |
| 6     | 9.–10. září      | 22. Horácká Rally Třebíč 2011        | Třebíč           |
| 7     | 7.–8. říjen      | 5. Rally Jeseníky 2011               | Šternberk        |
| 8     | 21.–22. listopad | alza.cz Partr Rally Vsetín 2011      | Vsetín           |

## Posádky
| Tým                               | Vůz                            | Jezdec              | Spolujezdec       | Rallye      |
| --------------------------------- | ------------------------------ | ------------------- | ----------------- | ----------- |
| Delimax Czech National Team       | Škoda Fabia WRC                | Pavel Valoušek      | Zdeněk Hrůza      | 1-5, 7-8    |
| Karel Trněný                      | Škoda Fabia WRC                | Karel Trněný        | Václav Pritzl     | 1, 3-6      |
| Karel Trněný                      | Škoda Octavia WRC              | Karel Trněný        | Václav Pritzl     | 2, 7-8      |
| Rallye-Renn & Wassersport         | Škoda Octavia WRC              | Matthias Kahle      | Christian Doerr   | 1, 3        |
| Věroslav Cvrček ml.               | Škoda Octavia WRC              | Věroslav Cvrček ml. | Ondřej Šálek      | 1, 3-4, 7-8 |
| Mediasport Team                   | Škoda Octavia WRC              | Josef Pátl          | František Rajnoha | 3           |
| Valašský Rally Club               | Škoda Octavia WRC              | Silvestr Mikuláštík | Róbert Baran      | 7-8         |
| JT Říha Group Rally Team          | Subaru Impreza WRC             | Jaromír Tomaštík    | Jaroslav Vrečka   | 1-2, 4, 6-7 |
| JT Říha Group Rally Team          | Subaru Impreza WRC             | Jaromír Tomaštík    | Olga Lounová      | 5, 8        |
| Slovakia Rally System             | Subaru Impreza WRC             | Igor Drotár         | Vladimír Bánoci   | 3-4         |
| Antonín Tlusťák                   | Mitsubishi Lancer WRC05        | Antonín Tlusťák     | Martin Tomeček    | 8           |
| TRT Czech Rally Sport             | Citroen Xsara WRC              | Roman Odložilík     | Pavel Odložilík   | 1, 3, 5     |
| TRT Czech Rally Sport             | Citroen Xsara WRC              | Roman Odložilík     | Martin Tureček    | 6-7         |
| TRT Czech Rally Sport             | Subaru Impreza WRC             | Roman Odložilík     | Martin Tureček    | 8           |
| TRT Czech Rally Sport             | Škoda Fabia S2000              | Roman Odložilík     | Martin Tureček    | 2, 4        |
| Antonín Tlusťák                   | Škoda Fabia S2000              | Antonín Tlusťák     | Jan Škaloud       | 2           |
| Styllex Motorsport                | Škoda Fabia S2000              | Josef Béreš jun.    | Róbert Müller     | 3, 7        |
| Jan Dohnal                        | Peugeot 207 S2000              | Jan Dohnal          | Tomáš Grega       | 1-7         |
| Rufa Šport                        | Peugeot 207 S2000              | Grzegorz Grzyb      | Igor Bacigál      | 2, 8        |
| Hroch Rally Team v AČR            | Peugeot 207 S2000              | Josef Peták         | Alena Benešová    | 3, 5        |
| Deštruktprojekt Racing            | Peugeot 207 S2000              | Lukáš Lapdavský     | Julius Lapdavský  | 4, 6-8      |
| Oleksiy Tamrazov                  | Ford Fiesta S2000              | Oleksiy Tamrazov    | Ivan German       | 1           |
| AK Rallysport Brno                | Ford Fiesta S2000              | Jaromír Tarabus     | Igor Norek        | 1           |
| AK Rallysport Brno                | Fiat Grande Punto Abarth S2000 | Jaromír Tarabus     | Igor Norek        | 2-8         |
| Motor Team Macek                  | Toyota Corolla S2000           | Karel Macek         | Pavla Fričová     | 1-4, 8      |
| Tomasz Kuchar                     | Mitsubishi Lancer Evo V        | Tomasz Kuchar       | Daniel Dymurski   | 3           |
| Lumír Firla                       | Mitsubishi Lancer Evo VII      | Lumír Firla         | Pavel Dresler     | 1, 3-8      |
| Lumír Firla                       | Mitsubishi Lancer Evo IX       | Lumír Firla         | Pavel Dresler     | 2           |
| Junior Sport Talent               | Mitsubishi Lancer Evo IX       | Miroslav Jakeš      | Petr Gross        | 1-8         |
| SAS Zlín                          | Mitsubishi Lancer Evo IX       | Jan Jelínek         | Miroslav Kotěna   | 1-4, 6-8    |
| Czech National Team               | Mitsubishi Lancer Evo IX       | Martin Semerád      | Michal Ernst      | 3           |
| Semerád Rally Team                | Mitsubishi Lancer Evo IX       | Josef Semerád       | Bohuslav Ceplecha | 1, 5        |
| Racing Service                    | Mitsubishi Lancer Evo IX       | Jan Sýkora          | Martina Škardová  | 1-2         |
| Racing Service                    | Mitsubishi Lancer Evo IX R4    | Jan Sýkora          | Martina Škardová  | 3-8         |
| EuroOil Čepro Czech National Team | Mitsubishi Lancer Evo IX R4    | Václav Pech mladší  | Petr Uhel         | 5           |
| Invelt Rallypro                   | Mini Cooper S2000 1.6T         | Václav Pech mladší  | Petr Uhel         | 7-8         |
| Interaction Ford Czech Rally Team | Ford Sierra RS Cosworth        | Jiří Navrátil       | Julius Gál        | 2-4, 6      |

## Průběžné pořadí[1]
| Pos | Jezdec              | LUZ | KOP | KRK | VYS | PAC | TRE | JES | VSE |     |
| --- | ------------------- | --- | --- | --- | --- | --- | --- | --- | --- | --- |
| 1   | Pavel Valoušek      | Ret | Ret | 1   | 1   | 1   |     | 2   |     | 114 |
| 2   | Jan Sýkora          | 2   | 5   | Ret | 5   | 2   | 2   | 5   |     | 111 |
| 3   | Miroslav Jakeš      | 1   | Ret | 3   | 3   | 3   | Ret | 4   |     | 106 |
| 4   | Roman Odložilík     | Ret | 1   | Ret | 4   | Ret | 1   | 1   |     | 105 |
| 5   | Jan Dohnal          | 6   | 3   | 4   | 6   | 6   | 5   | Ret |     | 78  |
| 6   | Jaromír Tarabus     | 4   | 2   | Ret | Ret | 8   | 3   | Ret |     | 67  |
| 7   | Jaromír Tomaštík    | 3   | 8   |     | Ret | 7   | 4   | 9   |     | 61  |
| 8   | Věroslav Cvrček ml. | 5   |     | 5   | 2   |     |     | 7   |     | 60  |
| 9   | Martin Bujáček      | 7   | 6   | 7   | Ret | 9   | 6   | 10  |     | 54  |
| 10  | Jan Jelínek         | Ret | 4   | 6   | 7   |     | 11  | 11  |     | 47  |
| Pos | Jezdec              | LUZ | KOP | KRK | VYS | PAC | TRE | JES | VSE |     |